# Adenauerallee 131 (Bonn)

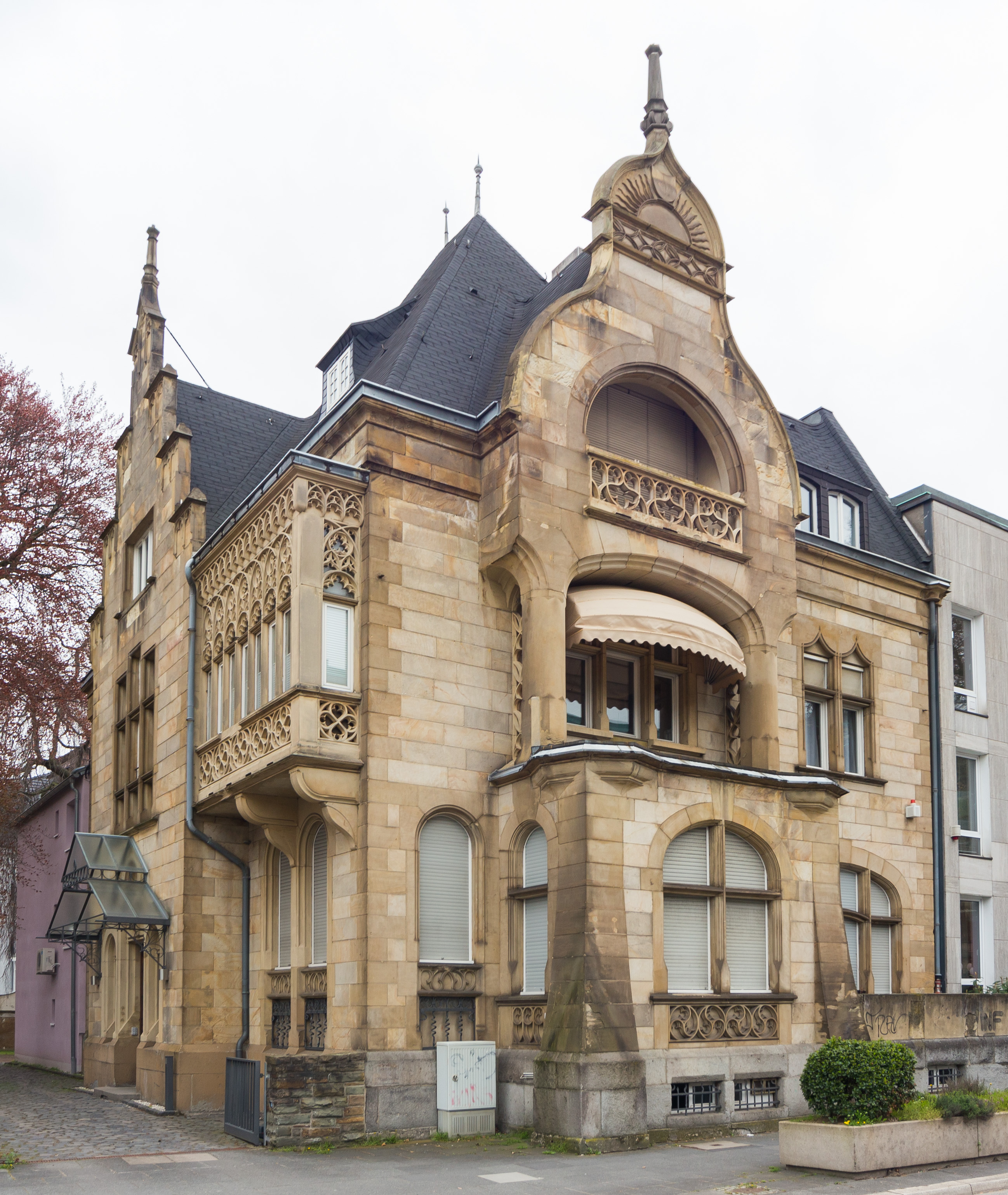
Villa Adenauerallee 131 (2013)

Das Gebäude Adenauerallee 131 (auch Villa Ermekeil) ist eine Villa im Bonner Ortsteil Gronau, die 1900/01 errichtet wurde und heute als Bürogebäude dient. Sie liegt an der Ostseite der Adenauerallee (B 9). Die Villa steht als Baudenkmal unter Denkmalschutz und bildet seit 1953 einen gemeinsamen Gebäudekomplex mit dem als Haus des Deutschen Handwerks entstandenen Bürogebäude Adenauerallee 131a.

## Geschichte

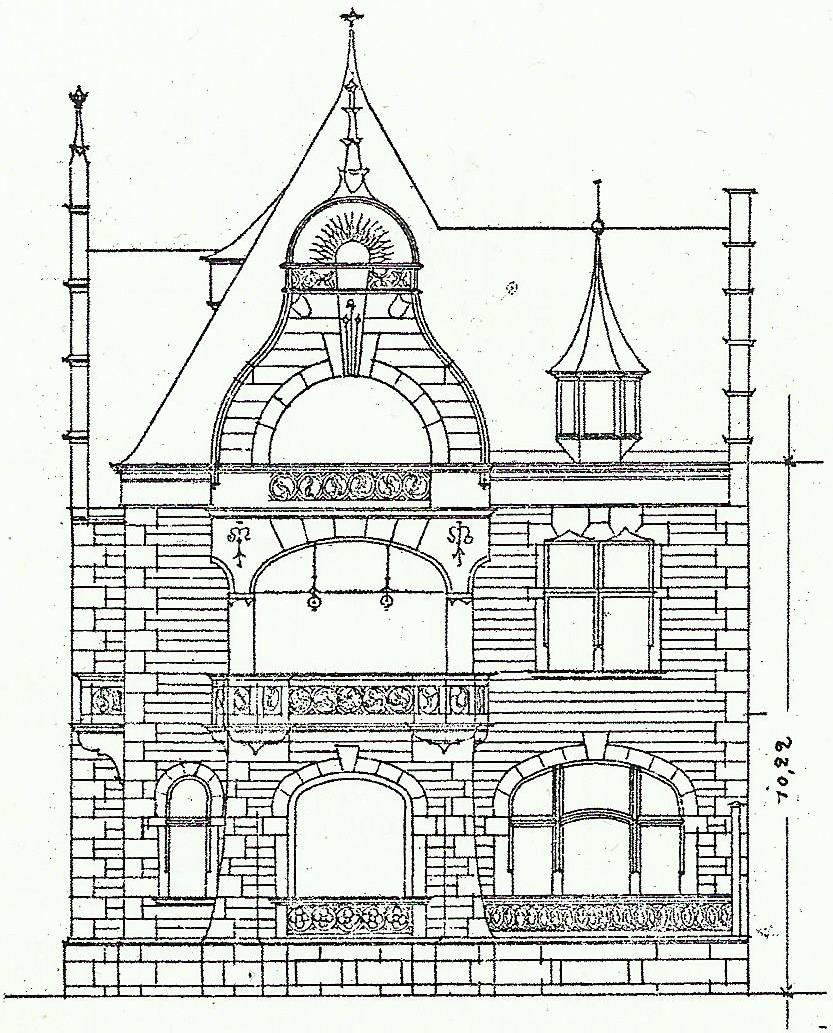
Entwurf, Aufriss der Straßenfront (1900)

Die Villa entstand auf dem neuparzellierten Gelände der Villa Busch (erbaut 1853/54, 1900/01 abgebrochen) für die Bauherrin Witwe Johann Heinrich Ermekeil, einfache Millionärin (Stand: 1913) und Witwe eines der beiden Besitzer des am stadtseitigen Beginn der damaligen Coblenzerstraße gelegenen Hotels Royal, die bereits 1899/1900 auf dem angrenzenden Grundstück eine für den Weiterverkauf bestimmte Villa hatte errichten lassen. Mit der Ausführung beauftragte sie wie schon beim Neubau des Nachbarhauses die Westdeutsche Bau-Actien-Gesellschaft in Dortmund (vormals Jos. Strecke und Söhne, Bonn), für die der Bonner Architekt August Scheidgen als lokaler Vertreter das Projekt betreute. Auf den Bauantrag für die Villa vom 28. August hin wurde am 4. Oktober 1900 die Baugenehmigung erteilt und auf den für ein Stall- und Remisengebäude vom 9. Oktober am 26. Oktober 1900. Am 9. September 1901 erfolgte die Schlussabnahme des Neubaus. Das Haus war als Hälfte einer Doppelvilla (Halbvilla) konzipiert, zu der aber nie eine benachbarte Haushälfte dazukam.
Aufgrund einer baupolizeilichen Anordnung vom Juni 1906 wurde bis August 1906 die Giebelseite der Villa verputzt. Nachfolgender Besitzer des Anwesens wurde 1913/14 der Kommerzienrat A. J. Eschbaum, ebenfalls einfacher Millionär. Zwischen Januar und Juni 1916 ließ er das Gebäude unter Bauleitung von August Scheidgen – des ursprünglichen Architekten der Villa – umbauen. Dabei wurden im Erdgeschoss die Toilette und die Speisekammer vergrößert sowie der Hofeingang verlegt und im ersten Obergeschoss der seitliche Balkon zu einer geschlossenen Veranda umgebaut und anstelle der ins Bad gelegten Toilette ein Abstellraum eingerichtet.
Nachdem Bonn 1949 Regierungssitz der Bundesrepublik Deutschland geworden war, befand sich die Villa am Nordrand des neuen Parlaments- und Regierungsviertels. Der Zentralverband des Deutschen Handwerks (ZDH) erwarb sie samt Grundstück, um dort sein Haus des Deutschen Handwerks einzurichten. Dazu wurde die Villa renoviert und direkt angrenzend zur Kaiser-Friedrich-Straße hin nach Plänen des Bonner Architekten Ernst van Dorp ein Neubau errichtet (heute Adenauerallee 131a). Die Einweihung erfolgte am 3. November 1953.
Aufgrund seines bevorstehenden Umzugs in ein neues Haus des Deutschen Handwerks verkaufte der ZDH den nun freiwerdenden Gebäudekomplex Mitte 1965 an die Deutsche Gesellschaft für Auswärtige Politik (DGAP). Diese nahm dort im April 1966 ihren Sitz. Die Villa diente in späteren Jahren auch als Signet der DGAP. 1983/84 bezog die Atlantik-Brücke e.V. das Dachgeschoss des Hauses. Durch das Erdbeben von Roermond am 13. April 1992 erlitt das Gebäude Schäden im Wert von über 100.000 DM, die vor allem die Inneneinrichtung der Atlantik-Brücke betrafen. Als Folge der Verlegung des Regierungssitzes nach Berlin zogen die DPAG und die Atlantik-Brücke 1999 dorthin um. Die Villa war bis Frühjahr 2010 Sitz der mehrheitlich der Stadt Bonn und dem Rhein-Sieg-Kreis gehörenden Tourismus & Congress GmbH Region Bonn/Rhein-Sieg/Ahrweiler (T & C), die für die Bewerbung des touristischen Angebotes der Region zuständig ist. Derzeit ist dort das Zentrum für Molekulare Biodiversitätsforschung (ZMB) des Museum Koenig beheimatet (Stand: 2016).
Die Eintragung der Villa in die Denkmalliste der Stadt Bonn erfolgte am 30. Juli 1991.

## Architektur
Das Gebäude ist eine zweigeschossige Halbvilla mit niedrigem Sockel und hohem schiefergedeckten Walmdach, die in neugotischen Formen mit Werksteingewänden und -verzierungen gehalten ist. Sie lässt sich stilistisch den am Bonner Rheinufer errichteten Villen des malerischen Stils mit mittelalterlicher Formensprache zurechnen. Die Fassaden sind mit Tuff- und Sandstein verkleidet sowie reichhaltig mit Maßwerkelementen geschmückt. Das gesamte Gebäude ist durch risalitartige Vorsprünge und Erker sowie unterschiedliche Fensterformate asymmetrisch und vielgliedrig ausgeformt. Der Risalit der Straßenseite besitzt einen von Säulen getragenen Baldachin in Form einer rundbogigen Loggia mit einem rundbogig geschweiften Zwerchhaus als oberen Abschluss.
Im Inneren sind aufgrund der späteren Umnutzung zum Bürogebäude im Wesentlichen nur der Eingangsbereich und das Erkerzimmer im ersten Obergeschoss unverändert erhalten.

„Sehr fantasievolle, frei erfundene mittelalterliche Formen besitzen die Villen der Frau Ermekeil.“